# Lay-Saint-Christophe
Pour les articles homonymes, voir Lay et Saint-Christophe.
Lay-Saint-Christophe est une commune française située dans le département de Meurthe-et-Moselle en région Grand Est.

## Géographie

### Localisation
Situé dans les collines au nord de Nancy, le village est construit sur un coteau exposé plein sud avec en contrebas une rivière, l'Amezule affluent mineur de la Meurthe. Le village comporte deux parties se jouxtant : la Haute-Lay à flanc de colline et la Basse-Lay en contrebas.

### Communes limitrophes
| Bouxières-aux-Dames | Eulmont              | Eulmont   |
| Bouxières-aux-Dames | Lay-Saint-Christophe | Eulmont   |
| Champigneulles      | Champigneulles       | Agincourt |

## Toponymie
Le nom de la localité est attesté sous les formes Laium in comitatu Calvomontinse (950) ; Layum in pago Calvomontinse (958) ; Ecclesia Layensis, Layense monasterium (1130) ; Laia (1139) ; Cella Laci (XIIIe siècle) ; Lait (1420) ; Lay (1594) ; Les Haute et Basse Lay (1710).

Le toponyme Lay est synonyme de laie, «  sentier, réserve faite dans un bois, route forestière » créée notamment en vue de la vente d'un bois. Le nom du saint patron est ajouté en 1793.

## Histoire
En ancien lorrain, lay désigne une colline ou un petit mont. En effet le village est à flanc de colline. Le mot lay, en langage ancien, désigne les structures implantées sur les hauteurs.[réf. nécessaire]

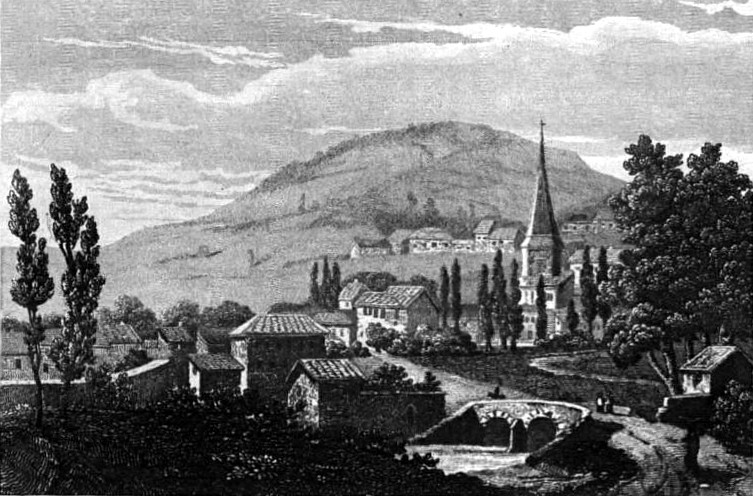
Gravure de Lay-Saint-Christophe en 1838.

En 1965, on trouva sur le territoire communal plusieurs objets mérovingiens, dont un bandage herniaire double conservé au Musée lorrain de Nancy.
Le village gallo-romain de Layum devint la résidence des maires du palais d'Austrasie à l'époque mérovingienne : saint Arnoul, évêque de Metz et ancêtre de Charlemagne, naquit au château de la Haute-Lay vers 580. Il partagea l'éducation du jeune roi Dagobert avec Pépin de Landen, dont la fille épousa son fils : ce furent les grands-parents de Charles Martel.
Lay-Saint-Christophe a été le site d'une abbaye très florissante. Il y eut une église à la Basse-Laye à partir du XIIe siècle.
La commune comptait environ 1 000 habitants aux XVIIIe et XIXe siècles : on y exploitait alors deux mines de fer et de nombreuses industries y étaient prospères : scieries, tanneries, tuileries, fabriques de brosses et de noir de fumée. Aujourd'hui, elles ont toutes disparu.

## Politique et administration
| Période                                  | Période                   | Identité                                      | Étiquette | Qualité                    |
| ---------------------------------------- | ------------------------- | --------------------------------------------- | --------- | -------------------------- |
| années 1860                              |                           | Sibille                                       |           |                            |
| années 40                                |                           | Adrien Mouton                                 |           |                            |
|                                          |                           | Charles Rotach                                |           |                            |
| 1973                                     | mars 1989                 | Gérard Guérineau                              |           |                            |
| mars 1989                                | octobre 2007 (décès)      | Pierre Rotach                                 | SE        | Agriculteur                |
| décembre 2007                            | mars 2014                 | Michèle Barthélémy                            | SE        |                            |
| mars 2014                                | En cours (au 25 mai 2020) | Patrick Médart Réélu pour le mandat 2020-2026 | SE        | Chef d'entreprise retraité |
| Les données manquantes sont à compléter. |                           |                                               |           |                            |

## Population et société

### Démographie
L'évolution du nombre d'habitants est connue à travers les recensements de la population effectués dans la commune depuis 1793. Pour les communes de moins de 10 000 habitants, une enquête de recensement portant sur toute la population est réalisée tous les cinq ans, les populations de référence des années intermédiaires étant quant à elles estimées par interpolation ou extrapolation. Pour la commune, le premier recensement exhaustif entrant dans le cadre du nouveau dispositif a été réalisé en 2005.

En 2022, la commune comptait 2 367 habitants, en évolution de −4,09 % par rapport à 2016 (Meurthe-et-Moselle : −0,13 %, France hors Mayotte : +2,11 %).
| 1793 | 1800 | 1806 | 1821 | 1831 | 1836  | 1841  | 1846  | 1851  |
| ---- | ---- | ---- | ---- | ---- | ----- | ----- | ----- | ----- |
| 547  | 905  | 952  | 945  | 988  | 1 070 | 1 005 | 1 011 | 1 063 |

| 1856 | 1861  | 1872  | 1876  | 1881  | 1886  | 1891  | 1896  | 1901  |
| ---- | ----- | ----- | ----- | ----- | ----- | ----- | ----- | ----- |
| 985  | 1 037 | 1 113 | 1 175 | 1 151 | 1 065 | 1 039 | 1 019 | 1 110 |

| 1906  | 1911  | 1921  | 1926  | 1931  | 1936  | 1946  | 1954  | 1962  |
| ----- | ----- | ----- | ----- | ----- | ----- | ----- | ----- | ----- |
| 1 145 | 1 269 | 1 051 | 1 088 | 1 223 | 1 226 | 1 297 | 1 436 | 1 507 |

| 1968  | 1975  | 1982  | 1990  | 1999  | 2005  | 2006  | 2010  | 2015  |
| ----- | ----- | ----- | ----- | ----- | ----- | ----- | ----- | ----- |
| 1 969 | 2 033 | 2 281 | 2 449 | 2 622 | 2 565 | 2 597 | 2 541 | 2 482 |

| 2020  | 2022  | - | - | - | - | - | - | - |
| ----- | ----- | - | - | - | - | - | - | - |
| 2 380 | 2 367 | - | - | - | - | - | - | - |

## Culture locale et patrimoine

### Lieux et monuments

#### Édifices civils
- Vestiges d'enceintes protohistoriques.
- Maison particulière, dite « de la Samaritaine », XVIIe : maison, escalier de l'aile ouest, décor intérieur, chambre d'eau, galerie, terrasse, jardin, objet d'une inscription au titre des monuments historiques par arrêté du 13 septembre 2000[9].
- Hospice (ancien château).
- Moulin Noir, XVIIIe.
- 17 fontaines (anciens lavoirs) des XVIIIe et XIXe siècles.
- L'hôtel de ville héberge un musée des arts et traditions populaires lorraines.
- Nombreux hôtels particuliers du XVe au XXe siècle dans la Haute-Lay.
- La structure écoresponsable " Le Chavenois, pension de chevaux sur prés toute l' année " présente depuis plus d'un 1/2 siècle à Lay Saint Christophe.

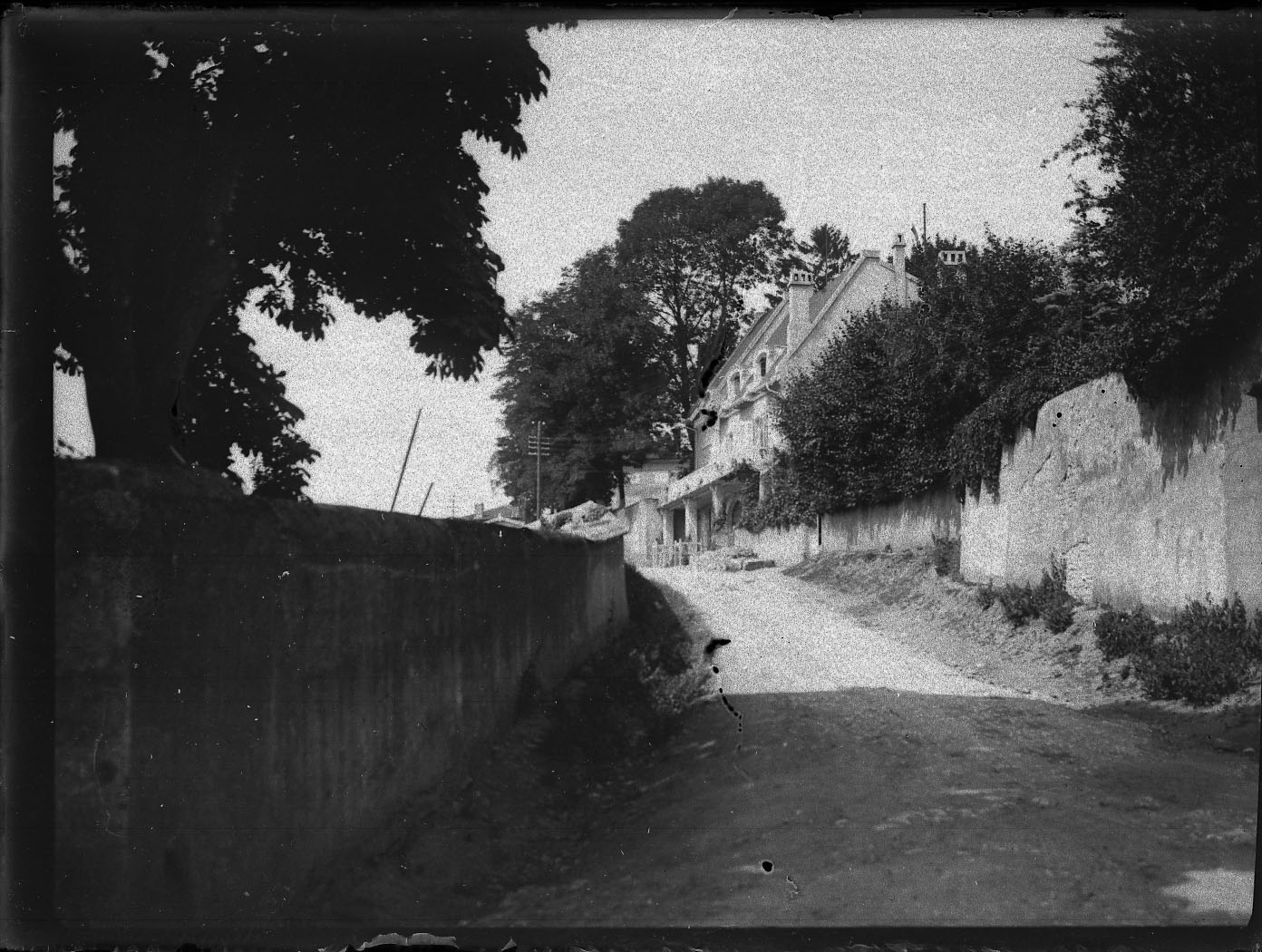
Maison d'Antonin Daum à la Haute-Lay, vers 1910.
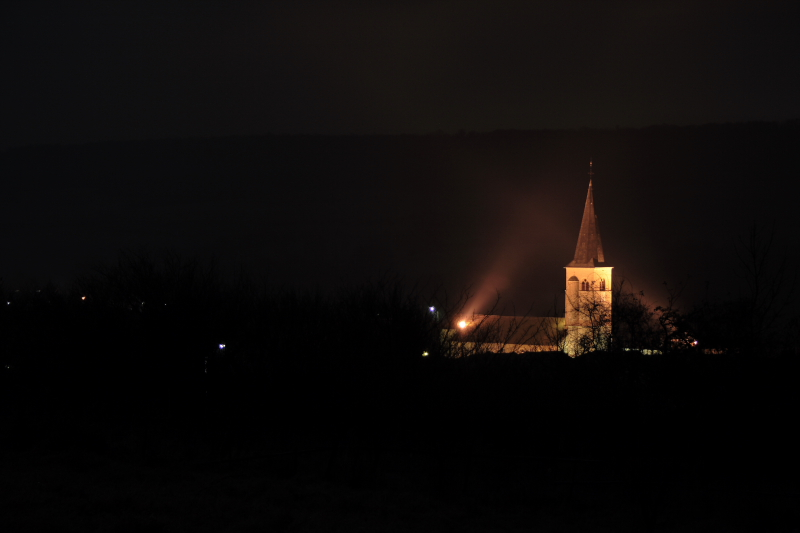
L'église Saint-Christophe, vue de nuit.
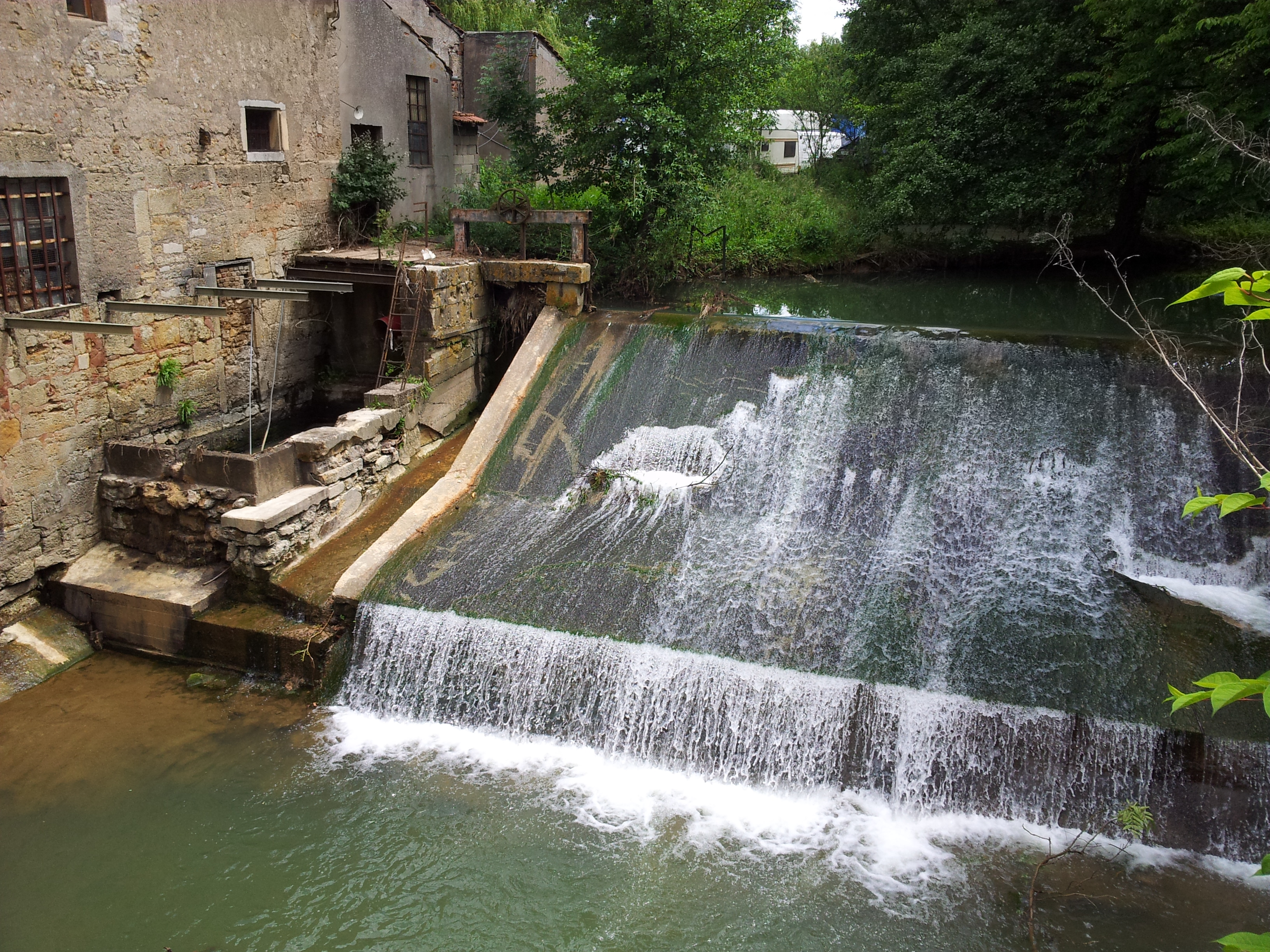
Le Moulin Noir et l'Amezule.

#### Édifices religieux

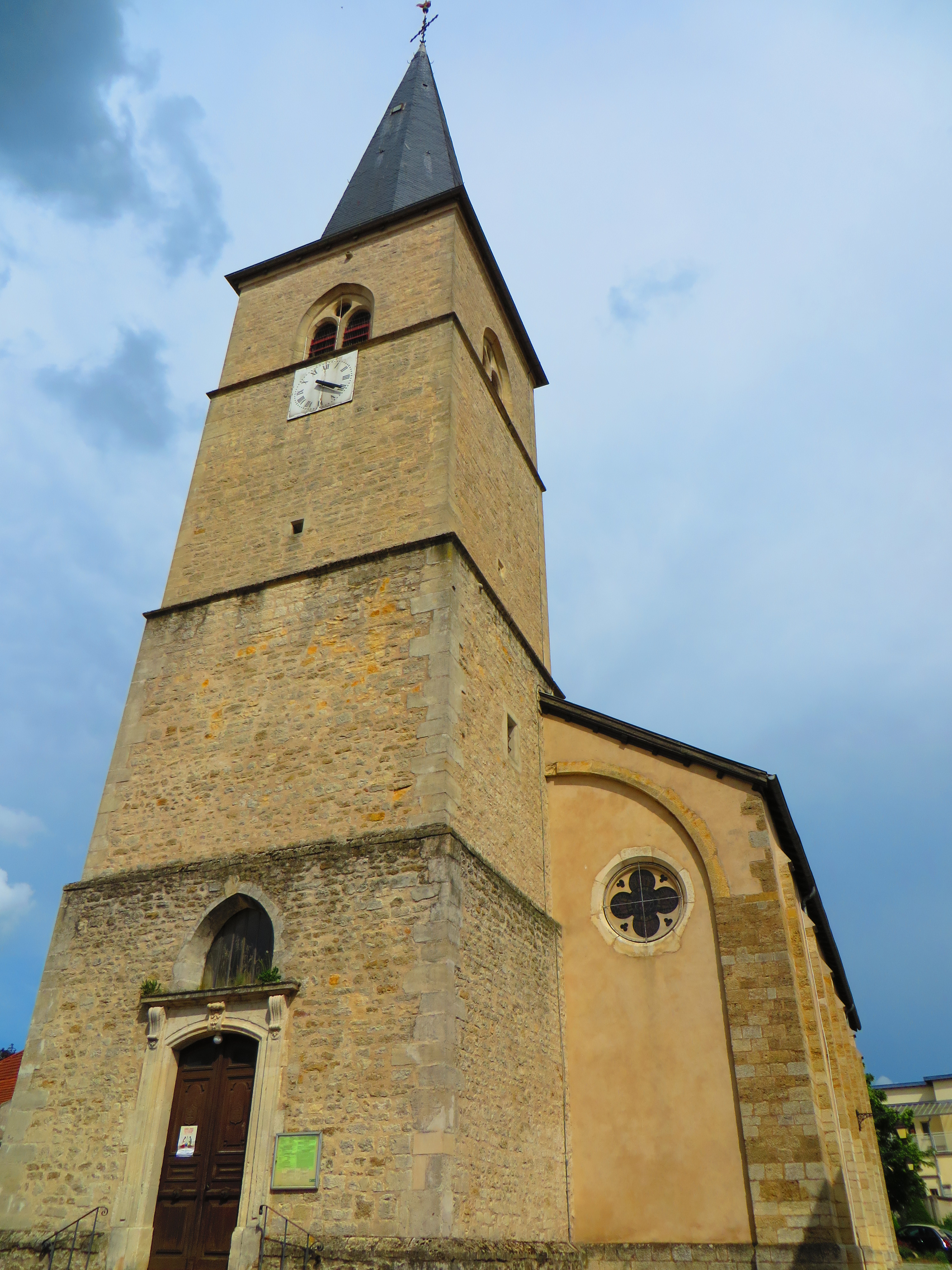
Église Saint-Christophe.

- Ruines d'église prieurale, romane (XIe) à la Haute-Lay, dont l'emprise est inscrite au titre des monuments historiques par arrêté du 24 février 1986[10].
- Vestiges du prieuré de la Haute-Lay (XIe) : tour Saint-Arnou et anciens bâtiments monastiques transformés en habitations également inscrits monuments historiques par l'arrêté du 24 février 1986[10],[11].
- Église Saint-Christophe de la Basse-Lay reconstruite en 1862 : clocher XIIe, statues de bois sculpté XIVe/XVIe/XVIIe. Le maître-autel fut offert en 1878 par le comte O'Gorman et son épouse.
- Presbytère de Lay-Saint-Christophe, ancien hôtel particulier du XVIe siècle, classé au titre des monuments historiques par arrêté du 22 janvier 1931[12].

### Personnalités liées à la commune
- Saint Arnould, né à Lay-Saint-Christophe vers 580.
- Dom Calmet, ecclésiastique et historien lorrain[13].
- Antonin Daum, propriétaire d'une maison à la Haute-Lay, inhumé au cimetière de Lay-Saint-Christophe.
- Charles Renauld, habitait l'ancien prieuré en résidence secondaire[14], inhumé au cimetière de Lay-Saint-Christophe.
- Louis Guingot, mort à Lay-Saint-Christophe, peintre de l'École de Nancy.

### Héraldique
| Blason de Lay-Saint-Christophe | Blason  | D'azur à la crosse épiscopale d'or, chargée en abîme d'un anneau du même avec une pierre d'argent aux trois taches de gueules mal ordonnées, adextrée d'un lion contourné aussi d'or et senestré d'une aigle du même, à la fleur de lys aussi d'argent brochant en pointe sur la crosse, au chef cousu aussi de gueules chargé de trois alérions aussi d'argent. |
| Blason de Lay-Saint-Christophe | Détails | Création abbé Huschard. Adopté en 1977. |

### Hydrographie
La commune est dans le bassin versant du Rhin au sein du bassin Rhin-Meuse. Elle est drainée par la Meurthe, l'Amezule, le ruisseau de Chavenois et le ruisseau de l'Étang de Morey,.
La Meurthe, d'une longueur de 161 km, prend sa source dans la commune du Valtin et se jette  dans la Moselle à Pompey, après avoir traversé 53 communes. 

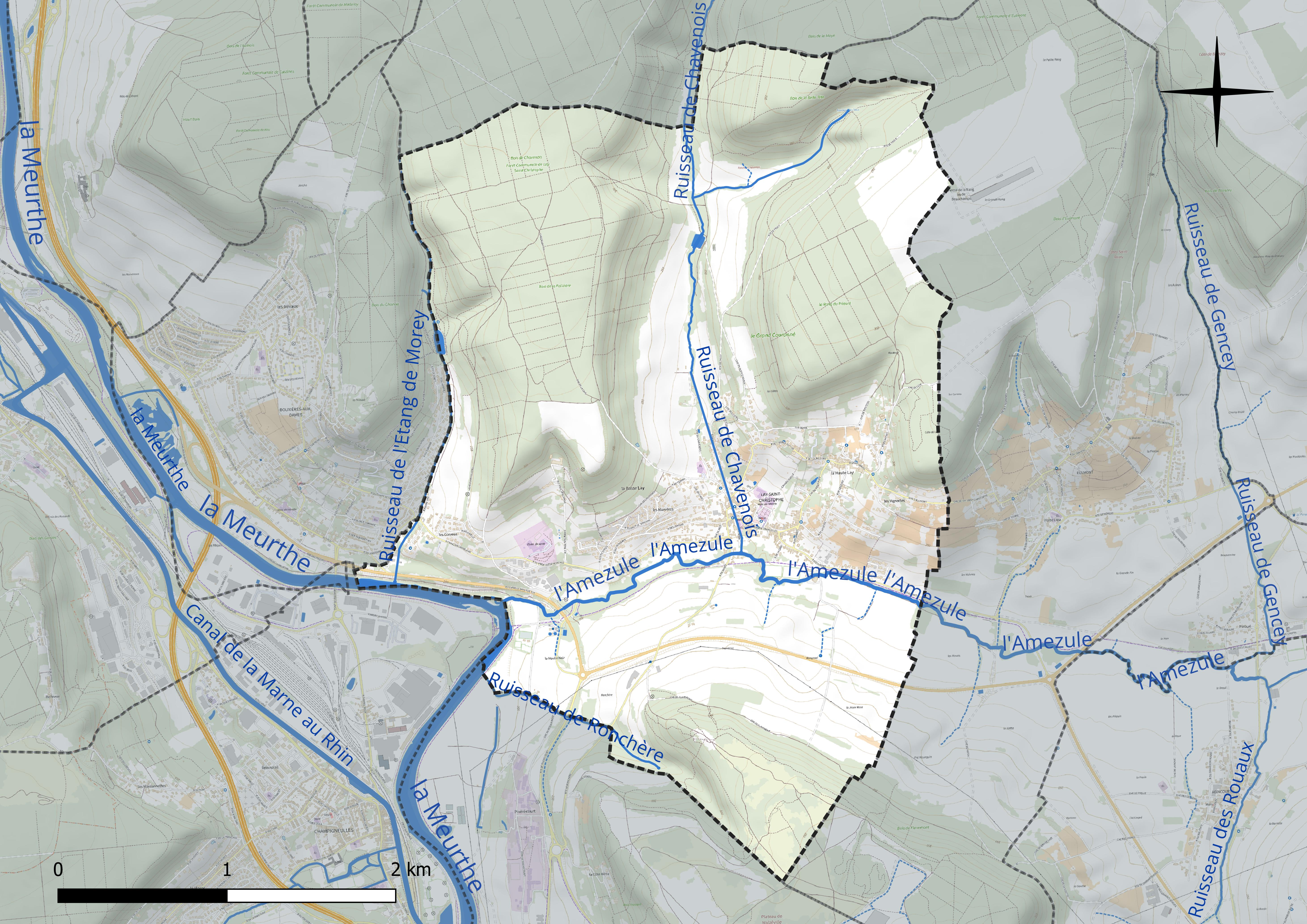
Réseau hydrographique de Lay-Saint-Christophe.

L'Amezule, d'une longueur de 19 km, prend sa source dans la commune de Erbéviller-sur-Amezule et se jette  dans la Meurthe à Champigneulles, après avoir traversé douze communes. 

### Climat
Pour des articles plus généraux, voir Climat du Grand Est et Climat de Meurthe-et-Moselle.
En 2010, le climat de la commune est de type climat des marges montargnardes, selon une étude du Centre national de la recherche scientifique s'appuyant sur une série de données couvrant la période 1971-2000. En 2020, Météo-France publie une typologie des climats de la France métropolitaine dans laquelle la commune est exposée à un climat semi-continental et est dans la région climatique  Lorraine, plateau de Langres, Morvan, caractérisée par un hiver rude (1,5 °C), des vents modérés et des brouillards fréquents en automne et hiver. 
Pour la période 1971-2000, la température annuelle moyenne est de 10 °C, avec une amplitude thermique annuelle de 16,9 °C. Le cumul annuel moyen de précipitations est de 837 mm, avec 12 jours de précipitations en janvier et 9,5 jours en juillet. Pour la période 1991-2020, la température moyenne annuelle observée sur la station météorologique de Météo-France la plus proche, « Nancy-Essey », sur la commune de Tomblaine à 7 km à vol d'oiseau, est de 11,0 °C et le cumul annuel moyen de précipitations est de 746,3 mm. 
La température maximale relevée sur cette station est de 40,1 °C, atteinte le 24 juillet 2019 ; la température minimale est de −24,8 °C, atteinte le 21 février 1956,,. 
Les paramètres climatiques de la commune ont été estimés pour le milieu du siècle (2041-2070) selon différents scénarios d'émission de gaz à effet de serre à partir des nouvelles projections climatiques de référence DRIAS-2020. Ils sont consultables sur un site dédié publié par Météo-France en novembre 2022.

## Urbanisme

### Typologie
Au 1er janvier 2024, Lay-Saint-Christophe est catégorisée bourg rural, selon la nouvelle grille communale de densité à sept niveaux définie par l'Insee en 2022.
Elle appartient à l'unité urbaine de Nancy, une agglomération intra-départementale regroupant 28  communes, dont elle est une commune de la banlieue,,. Par ailleurs la commune fait partie de l'aire d'attraction de Nancy, dont elle est une commune de la couronne,. Cette aire, qui regroupe 353 communes, est catégorisée dans les aires de 200 000 à moins de 700 000 habitants,.

### Occupation des sols
L'occupation des sols de la commune, telle qu'elle ressort de la base de données européenne d’occupation biophysique des sols Corine Land Cover (CLC), est marquée par l'importance des forêts et milieux semi-naturels (50 % en 2018), en diminution par rapport à 1990 (51,2 %). La répartition détaillée en 2018 est la suivante : forêts (39,4 %), terres arables (16,2 %), zones urbanisées (15,4 %), milieux à végétation arbustive et/ou herbacée (10,6 %), zones agricoles hétérogènes (8,6 %), prairies (8,1 %), cultures permanentes (1,2 %), espaces verts artificialisés, non agricoles (0,4 %), zones industrielles ou commerciales et réseaux de communication (0,1 %). L'évolution de l’occupation des sols de la commune et de ses infrastructures peut être observée sur les différentes représentations cartographiques du territoire : la carte de Cassini (XVIIIe siècle), la carte d'état-major (1820-1866) et les cartes ou photos aériennes de l'IGN pour la période actuelle (1950 à aujourd'hui).

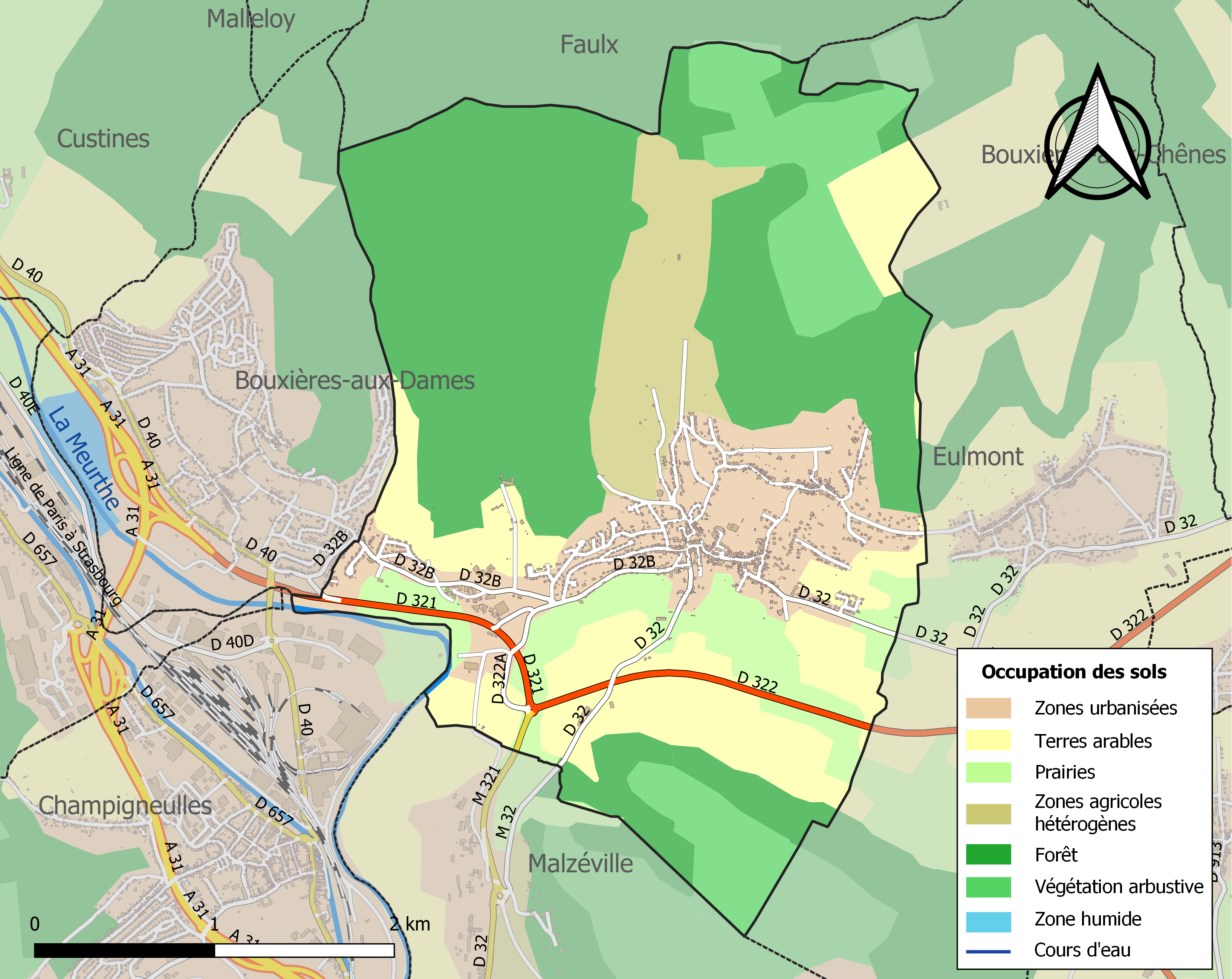
Carte des infrastructures et de l'occupation des sols de la commune en 2018 (CLC).